# Scott Wilson (hokeista)
Scott Wilson (ur. 24 kwietnia 1992 w Oakville, Ontario, Kanada) – hokeista kanadyjski, gracz ligi NHL. Zdobywca Pucharu Stanleya. 

## Kariera klubowa
- UMass-Lowell (2011-02.04.2014)
- Pittsburgh Penguins (02.04.2014-21.10.2017)  
  -  Wilkes-Barre/Scranton Penguins (2014-2016)
- Detroit Red Wings (21.10.2011-04.12.2017)
- Buffalo Sabres (04.12.2017-

## Sukcesy
Klubowe
- Puchar Stanleya: 2017 z Pittsburgh Penguins

Indywidualne
- KHL (2024/2025):
  - Trzecie miejsce w klasyfikacji kanadyjskiej w fazie play-off: 16 punktów
  - Drugie miejsce w klasyfikacji strzelców zwycięskich goli meczowych w fazie play-off: 3